# Pieter Nassen
Pour les articles homonymes, voir Nassen.
Pieter Nassen (né le 16 janvier 1944 à Riemst) est un coureur cycliste belge. Professionnel de 1966 à 1975, il a remporté trois étapes du Tour d'Espagne. 

## Palmarès

### Palmarès amateur
- 1963
  - 3e étape du Tour de Belgique amateurs
  - 2eb et 3eb étapes du Triptyque ardennais

- 1964
  - 8e étape du Tour de Belgique amateurs
  - Bruxelles-Saint-Trond

- 1966
  - Classement général du Tour du Limbourg amateurs
  - 2e du championnat de Belgique interclubs

### Palmarès professionnel
- 1966
  - 2e du Grand Prix de Péruwelz

- 1967
  - 4ec étape du Tour du Portugal

- 1968
  - 3e de Harelbeke-Poperinge-Harelbeke
  - 3e du Circuit de Belgique centrale
  - 3e de la Maaslandse Pijl

- 1969
  - 3e du Trèfle à Quatre Feuilles

- 1970
  - 2e du Prix national de clôture
  - 3e de la Flèche hesbignonne-Cras Avernas

- 1971
  - 3e de l'Omloop van de Westkust

- 1972
  - Prologue du Tour de Belgique (contre-la-montre par équipes)
  - 5e étape du Tour d'Espagne
  - Grand Prix Beeckman-De Caluwé

- 1973
  - 1re et 3e étapes du Tour d'Espagne

## Résultats sur les grands tours

### Tour de France
5 participations 
- 1969 : abandon (11e étape)
- 1970 : 88e
- 1971 : 93e, vainqueur du classement des sprints intermédiaires
- 1972 : 79e
- 1973 : hors délais (2e étape)

### Tour d'Espagne
2 participations 
- 1972 : abandon (16e étape), vainqueur de la 5e étape
- 1973 : 43e, vainqueur des 1re et 3e étapes